# آنری کونو
آنری کونو (فرانسوی: Henri Cunault‎؛ زادهٔ ۱ ژانویهٔ ۱۸۸۸) دوچرخه‌سوار اهل فرانسه است.